# Ферт-оф-Форт
Ферт-оф-Форт (англ. Firth of Forth, шотл. гел. Linne Foirthe) — затока Північного моря біля східних берегів Шотландії. На півночі затока омиває узбережжя Файфу, на півдні — області Східний Лотіан, Західний Лотіан, Фолкерк та Единбург.
Назва в перекладі з англійської означає «гирло річки Форт», а з шотландської — «чорна річка».